# Emanuel van Meteren
Emanuel van Meteren (Antwerpen, 8 juli 1535 – Londen, 18 april 1612) was een Nederlands koopman en annalist. Tussen 1583 en 1612 was hij tevens consul-elect van de Nederlandse Natie in Londen. Van Meteren was getrouwd met Hester vanden Cornput, met wie hij dertien kinderen kreeg.

## Biografie
Hij was de zoon van Jacobus van Meteren, financier en uitgever van vroege Engelse versies van de Bijbel, en Ottilia Ortelius, een volle zus van de vader van de beroemde geograaf en cartograaf Abraham Ortelius (1527-1598). Voor Ottilia Ortelius was het huwelijk met Jacob van Meteren haar tweede huwelijk. Emanuel en Abraham waren dus volle neven en noemden elkaar cousijn. Na het overlijden van zijn vader in 1537, groeide Abraham op onder de hoede van zijn oom Jacob van Meteren, de vader van Emanuel.
De ouders van Emanuel van Meteren hadden net als de vader van Abraham Ortelius de nieuwe verboden leer der Hervorming aangenomen. Toen Jacob van Meteren in 1535 in Engeland verbleef voor de uitgave van de Engelstalige bijbel, kreeg zijn vrouw die zwanger was huiszoeking. Men wilde zogenaamd haar broer arresteren omdat hij Lutheraan was. In werkelijkheid zocht men naar verboden boeken. Ottilia bad tot God en beloofde dat als de boeken, die in een kist verborgen waren, niet gevonden werden zij haar kind, als het een zoon zou zijn, Emanuel, 'God met ons', zou noemen. Zij heeft zich aan haar belofte gehouden.
De vader van Emanuel had een voor die tijd gevaarlijk beroep, uitgever en handelaar in verboden boeken. Behalve vervolgingen kende Antwerpen een zware belastingdruk en hoge kosten van levensonderhoud. Emanuel heeft dan ook weinig school gehad, geen universiteit en geen studiereis. Zijn ouders wilden hem opvoeden volgens de beginselen van de nieuwe verboden leer. Dat was in Antwerpen te gevaarlijk en zij stuurden hem al heel jong naar Doornik, de hoofdstad van een van de zeventien Provinciën van het Habsburgse Nederland. Doornik was al sinds de dertiende eeuw een centrum van wetenschap, handel en nijverheid, en het wemelde er van de Frans-calvinistische aanhangers. Na Doornik vertrekt hij voor enkele jaren naar Duffel waar hij 'goede vorderingen in Latijn' maakt. In 1549 is hij terug in Antwerpen waar hij de Blijde Inkomst van Filips II meemaakt. Zijn vader had Emanuel bestemd als predikant, en had daarover reeds contacten en brengt zijn zoon in 1550, hij is dan vijftien, naar Londen. Emanuel komt echter terecht bij de Hollandse koopman Danckaerts en vestigt zich enkele jaren later als zelfstandig koopman in Londen.
Van Meteren kwam van tijd tot tijd voor zaken terug naar Antwerpen. Daar werd hij in 1575 op verdenking van verstandhouding met de vijand gevangengenomen. Na achttien dagen kwam hij vrij en vertrok hij samen met zijn neef Abraham Ortelius met spoed naar Londen, waar hij in 1583 aangesteld werd als 'consul der Nederlandsche kooplieden'. Op vraag van Willem de Zwijger hielp hij er met het bevrijden van de zoon van Willem Janszoon van Hoorn (hoewel zijn zoon als 'borg' aan de Spaanse ambassade was gegeven, had Janszoon de Spanjaarden verraden). Nog in Londen ontmoette Van Meteren Henry Hudson. Op basis van zijn dagboek schreef hij een verslag van Hudsons tweede reis, waarin onder meer de spanningen tussen Engelse en Nederlandse bemanning aan bod kwamen.
Tussen 1570 en 1610 schreef Van Meteren een familieboek voor zijn kinderen, waarin hij zijn autobiografie schreef en hen voorhield hoe zij dienden te leven. Deze bron is lang verloren geacht, maar werd in 2019 herontdekt in de Auckland Public Library in Nieuw-Zeeland. De historicus Helmer J. Helmers publiceerde in 2023 een editie van dit boek.
Uiteindelijk bleef Van Meteren dertig jaar consul. Hij overleed in 1612 en werd begraven in Londen.

## Historicus

Titelpagina Historie der Nederlandscher ende Haerder Na-buren Oorloge, 1614

Zijn tijd was die van De Nederlandse Opstand tegen Filips II. Hij was geen uniek historicus in die zin dat hij alleen de gebeurtenissen van zijn tijd noteerde. Hij leverde slechts de bouwstof voor anderen. Hij besefte dat hij slechts een 'memorialist' was, slechts 'voorwerk' verrichtte voor een erudiete en stijlvolle geschiedschrijving van een niveau dat hij voor zichzelf niet als bereikbaar zag.
Juist door deze annalistenstijl, het telkens aanbrengen van verbeteringen en temporele aanvullingen behoort Van Meteren tot de 'ware' geschiedschrijvers. Volgens Leopold von Ranke leveren geschiedschrijvers die zich beperken tot hun eigen tijd de 'grootste waarheid'. Huizinga stelt in 1941 dat Bor en Van Meteren hem nader tot de dingen zelf brengen dan de schoon geciseleerde Hooft. Het werk van Van Meteren werd vertaald in onder andere het Frans, Latijn, Duits en (gedeeltelijk) in het Engels. Zijn werk werd zeer lange tijd heruitgegeven, tot diep in de achttiende eeuw. Zijn teksten behoren tot de canon van de Nederlandse en Belgische historiografie.
Anderzijds is Van Meterens relaas over de belegering en plundering van Maastricht door Parma in 1579 door latere historici ontzenuwd als schromelijk overdreven, voor het eerst door Haakman en Allard in 1878. Zo beschreef Van Meteren Maastricht als een geheel verwoeste en uitgemoorde stad ("Zedert is de Stadt geheel vergaen; want daer geen drie hondert borgers over bleven, die namaels noch wech trocken, in welcker plaetse veel Luykenaers in quamen."), terwijl onderzoek heeft aangetoond dat Maastricht kort na de inname door Parma circa 10.000 inwoners telde, merendeels burgers die ook al voor 1579 in de stad woonden.

## Nalatenschap

### Vernoemingen
- In Antwerpen is een straat, de Van Meterenkaai, naar hem genoemd.
- In Amsterdam is een straat, de Emanuel van Meterenstraat, naar hem vernoemd.

- Bibsys: 2126530
- Biblioteca Nacional de España: XX1365189
- Bibliothèque nationale de France: cb150278245 (data)
- Biografisch Portaal: 19091113
- Digitale Bibliotheek voor de Nederlandse Letteren: mete001
- Gemeinsame Normdatei: 122593677
- International Standard Name Identifier: 0000 0001 2282 931X
- Library of Congress Control Number: nr93007665
- Nationale Bibliotheek van Tsjechië: mzk2007408514
- Nationale Bibliotheek van Polen: a0000002185051
- Nederlandse Thesaurus van Auteursnamen: 069281831
- RKD-Nederlands Instituut voor Kunstgeschiedenis: 446106
- LIBRIS: 317447
- SNAC: w6rg5sg5
- Système universitaire de documentation: 149303181
- Virtual International Authority File: 91366447
- WorldCat: E39PBJg4pBvW3qYkrw8gyT8DMP